# The Snow Walker – Wettlauf mit dem Tod
The Snow Walker – Wettlauf mit dem Tod (im Original: The Snow Walker, also Der Schneewanderer) ist ein 2003 gedrehtes Survival-Drama von Autor und Regisseur Charles Martin Smith. Es basiert auf der Kurzgeschichte Walk Well, My Brother (Wandere gut, mein Bruder) aus der Sammlung von Erzählungen The Snow Walker des kanadischen Schriftstellers Farley Mowat.
Der Film erzählt die Geschichte des kanadischen Buschpiloten Charlie Halliday (Barry Pepper) und der schwer kranken Inuit-Frau Kanaalaq (Annabella Piugattuk) und beschreibt ihre unterschiedliche Sichtweise auf die lebensfeindliche Landschaft und die jeweils andere Lebensart.

## Handlung
Charlie Halliday arbeitet in den 1950er Jahren als Pilot in den Nordwest-Territorien Kanadas. Er ist beliebt bei seinen Freunden und abgesehen von ein paar Affären genießt er seine Freiheit und macht neben den Aufträgen seines Arbeitgebers ein paar private Nebengeschäfte. Seine Flugrouten führen über die endlos scheinende, lebensfeindliche, aber auch beeindruckend schöne Tundra der kanadischen Nord-Territorien, deren Anblick in der warmen Jahreszeit von vielen Wassertümpeln geprägt ist.
Auf einer seiner Touren begegnet er einer Gruppe Inuit, die ihn bitten, eine kranke Frau ins Krankenhaus mitzunehmen. Charlie erkennt, dass sie die tödlich verlaufende Lungenkrankheit Tuberkulose hat, lehnt aber das Hilfegesuch ab. Erst nachdem ihm Elfenbein als Entlohnung mitgegeben wird, ist er bereit, sie ins Krankenhaus zu fliegen.
Auf dem Weiterflug zieht ein Unwetter auf und Charlie muss seine übliche Flugroute verlassen. Als plötzlich der Motor versagt, stürzen sie über der Tundra ab, überleben aber unversehrt.
Da sie nicht auf der üblichen Route waren und die nächste Siedlung hunderte Meilen entfernt liegt, hat Charlie keine Hoffnung, dass sie durch die Suchflugzeuge gefunden werden. Seinem Ärger macht er in cholerischen Wutausbrüchen Luft, weshalb seine Begleiterin auf Distanz bleibt.
Da er die Frau nur als lästigen Ballast einschätzt, läuft er allein in Richtung des viele hundert Meilen entfernten Stützpunktes los und lässt sie zurück. Er läuft mehrere Tage in der endlosen baumlosen Weite der Tundra, geplagt von Regenschauern, Mückenschwärmen und dem unwegsamen Gelände. Unfähig, seine Nahrungsvorräte in dieser rauen Natur zu ergänzen, bricht er schließlich entkräftet und desorientiert zusammen.
Als er aus der Bewusstlosigkeit aufwacht, erkennt er, dass ihm die Frau mit dem Namen Kanaalaq gefolgt war und ihn gepflegt hat. Von nun an lässt ihm die Frage keine Ruhe mehr, warum sie das getan hat.
Zwischen beiden beginnt eine Kommunikation, in der gegenseitiger Respekt und gegenseitige Fürsorge wachsen. Charlie beobachtet nun interessiert, wie seine Begleiterin mit einfachsten Mitteln in dieser kargen Landschaft die benötigten Ressourcen zum Überleben findet.
Nachdem er glaubt ein Suchflugzeug zu hören, beginnen beide den Rückweg zur Absturzstelle.
Auf dem Weg beginnt Charlie immer mehr von der Kultur der Inuit zu verstehen und lernt auch ein wenig von ihrer Sprache.
Der nahende Wintereinbruch trübt erneut seine Hoffnung, aber mit Kanaalaqs Erfahrung können sie einige Karibus erlegen und bereiten eine Wanderung zu den näher gelegenen Inuit-Siedlungen vor. Kanaalaq näht ihm hierzu neue Kleider, wodurch er nun wie ein Inuk aussieht.
Charlie erzählt ihr von seinen schlimmen Erlebnissen als Bomberpilot im Zweiten Weltkrieg, die ihn noch immer in seinen Träumen verfolgen. Kanaalaq berichtet ihm von einer Hungersnot, die sie mit ihrer Familie erlebt hat, und Charlie ist tief beeindruckt von der Art, wie die Inuit damit umgehen.
Der mühselige Weg und der Einbruch des Winters überfordern aber die gesundheitlich schwer angeschlagene Frau, und Charlie kämpft nun verbissen um das Leben seiner lieb gewordenen Begleiterin, die bisher ihm das Leben gerettet hatte.
Parallel zur Handlung in der Tundra bemüht sich der Arbeitgeber von Charlie, Walter Shepherd, durch die Anweisung mehrerer Suchflüge den Vermissten zu finden. Alle Versuche schlagen aber fehl und schließlich wird er für tot erklärt.

## Hintergrund

### Das BuchThe Snow Walker
Die Inuit, die nördlichsten Ureinwohner Kanadas, verfügten ursprünglich selbst über keine Schrift. In einer Sammlung mit dem Titel The Snow Walker hat der kanadische Schriftsteller Farley Mowat elf Geschichten der Inuit festgehalten. Die Geschichten beschreiben die raue Schönheit der Natur und das Nomadenleben der Inuit. Bei der Beschreibung der Konfrontation mit den Weißen und der Auswirkungen des Zusammenpralls der Kulturen bezieht das Werk klar Stellung für die Inuit.
Die Geschichte mit dem gleichnamigen Titel The Snow Walker beschreibt, welche Opfer die Inuit in Zeiten großer Hungersnot erbringen müssen und wie selbstverständlich sie dazu bereit sind. Diese Geschichte erzählt aber auch, dass selbst bei größter Not, die Inuit von den Weißen nur Hilfe für eine Gegenleistung (hier z. B. Felle und Walross-Elfenbein) erwarten können. So verhält sich auch Charlie, als er gebeten wird, die schwer erkrankte Kanaalaq ins rettende Krankenhaus zu bringen.
Elemente aus dieser Geschichte und dem Titel Das Blut in ihren Adern finden sich in jener Geschichte wieder, die Kanaalaq am Lagerfeuer über ihre Familie erzählt.
Weitere kulturelle Elemente aus Das weiße Kanu erklären Kanaalaqs konsequente Haltung gegen Charlie, als er die Besitztümer eines abgestürzten toten Piloten an sich nehmen will.
Nicht nur in diesen Geschichten, sondern auch heute (2013) ist unter den Ureinwohnern die tödliche Tuberkulose präsent. Bei ihrer Einschleppung über die weißen Pelzhändler war sie noch unheilbar und verursachte verheerenden Epidemien unter den Ureinwohnern.
Zum dargestellten Zeitrahmen hat Kanaalaq nur mit Antibiotika, also im Krankenhaus eine Überlebenschance.
Die grundlegende Geschichte, auf der der Film eigentlich basiert, hat den Titel Wandere leicht, mein Bruder! (engl. Walk Well, My Brother). Diese Formulierung Kanaalaqs beantwortet zugleich die Kernfrage, mit der sich Charlie im Film konfrontiert sieht: Warum ist sie ihm gefolgt und hat ihn gesund gepflegt? Jahreszeitlich bedingte unterschiedlich gelegene Nahrungsquellen bedingen die nomadische Lebensweise der Inuit. Wechselhafte individuelle Fitness und unsicheres Jagdglück erfordern Zusammenarbeit und Teilen über familiäre Grenzen hinweg. Egoismus ist in dieser Landschaft auf lange Sicht tödlich. Anerkennung wird daher vornehmlich durch den Beitrag für die Gruppe errungen. Kanaalaq bringt dieses Gemeinschaftsmodell schließlich mit einem Wort auf den Punkt: Brother.

### Filmtitel
The Snow Walker (Der Schneewanderer) ist in den Geschichten Mowats ein Geist, den die Inuit sinnbildlich als Begriff für den Tod nehmen. Wenn jemand stirbt, so wird er vom Schneewanderer (ab-)geholt. Wenn jemand aus eigener Entscheidung, z. B. in einer Hungersnot die Gemeinschaft verlässt, damit die Nahrung für die Übrigen reicht, dann sucht er den Schneewanderer. Kanaalaq benennt ihn im Film als „taqqiq“ (Inuktitut für „Mond“, ausgesprochen „tak-ke“).
Im Film bekommt auch die wörtliche Bedeutung von The Snow Walker durch die Eingangsszene Sinn, als einige Inuit beobachten, wie eine Gestalt aus dem Schneesturm auftaucht.
Der deutsche Titel Wettlauf mit dem Tod kommt beiden Bedeutungen sehr nahe. Außerdem gibt es noch den alternativen französischen DVD-Titel Inuit.

### Moderne Version
Im Gegensatz zum Stil Mowats gibt der Filmautor und Regisseur Charles Martin Smith auch dem Piloten Charlie einen positiven kulturellen Hintergrund, indem er die verzweifelte Suche nach dem abgestürzten Piloten ergänzend beschreibt.

### Synchronisation
Während die DVD nur mit englischem Originalton verfügbar ist, wurde die deutsche Synchronisation (von Lunatic Synchron) bisher nur im Fernsehen ausgestrahlt. Diese TV-Version wurde um einige etwas blutige Szenen gekürzt. Sie enthält stellenweise immer noch Teile in Englisch (z. B. „go away“). Keine der Versionen enthält Untertitel, in denen auch die Worte erscheinen, die in Inuktitut gesprochen wurden.

### Produktion
Der Regisseur Smith, selbst ein versierter Charakterdarsteller, spielte die Hauptrolle in der Verfilmung des Mowat-Klassikers von 1983 Never Cry Wolf. Von daher kannte er bereits das Land und den Buchautor.
Er bemüht sich besonders um eine authentische Umsetzung im Film. So wurden nicht nur alle Aufnahmen an Schauplätzen in der kanadischen Tundra gedreht, die Darsteller mussten in den Sommermonaten infernalische Mückenschwärme ertragen und im Winter gefühlte −45 °C.
Bei diesen Ambitionen wurde eine junge Inuk als Darstellerin der Kanaalaq aus hunderten Bewerberinnen ausgewählt. Die Entscheidung für die 20-jährige Laiendarstellerin Annabella Piugattuk brachte hier einen besonders natürlichen Gegenpol zum erfahrenen Darsteller des Charlie Barry Pepper.
Die Produktion erfolgte in Merritt (British Columbia); Churchill (Manitoba) und Rankin Inlet (Nunavut). Die Mehrheit der Szenen wurde in der Tundra außerhalb von Churchill gefilmt.
Im Making of zum Film Live the Movie (45 min) kommen auch die Eisbären zu ihrem Part.

### Versionen
In deutschen Kinos erschien der Film bisher nicht und auch die DVD ist nur im englischen Original (Sprachen Englisch und Inuktitut) mit französischen und niederländischen Untertiteln als Import erhältlich, wodurch keine Altersfreigabe bekannt ist. Eine deutsch synchronisierte, gekürzte Fassung lief im deutschen Fernsehen.

## Kritiken
In seiner Rezension in Jam! Showbiz bezeichnete Bruce Kirkland unter dem Titel „Pure elegance“ den Film als einen „powerful, poignant and transcendent film“ (ein intensiver, ergreifender und überragender Film), er schreibt weiter „The Snow Walker is wonderfully acted,especially by Pepper — who is as technically proficient as any young actor in Canada — and by Piugattuk, who had never acted before, but displays a naturalism that allows her to display the emotional and spiritual nature of her people while still being an eccentric and intriguing individual. She is flesh-and-blood, not a type […] All the elements are subtly brought together under Smith's strong hand as director.“ (The Snow Walker ist wunderbar gespielt, vor allem von Pepper, der professionell ist, wie jeder junge Schauspieler in Kanada, und durch Piugattuk, die zuvor noch nie gespielt hatte, aber eine Natürlichkeit ausstrahlt, die ihr erlaubt die emotionale und spirituelle Natur ihres Volkes zu zeigen, während sie immer noch etwas Besonderes und Faszinierendes darstellt. Sie ist aus Fleisch und Blut, kein Stereotyp […] Alle Elemente fügen sich auf subtile Weise zusammen, geführt von Smiths starker Hand als Regisseur.)
Das Lexikon des internationalen Films lobt den „[s]pannende[n], überzeugend gespielte[n] Film mit überwältigenden Bildern, der nicht nur auf Abenteuerlichkeit ausgerichtet ist, sondern auch ethisch-moralische Werte anspricht.“

## Auszeichnungen
Method Fest Audience Award
- 2004 Bester Film (Charles Martin Smith)

Leo Award, gewonnen in der Kategorie: Feature Length Drama
- 2004 Bestes Kostümdesign (Allisa Swanson)
- 2004 Beste männliche Hauptrolle (Barry Pepper)
- 2004 Beste Musik (Mychael Danna)
- 2004 Bester Ton (Chris Duesterdiek, Dean Giammarco, Bill Sheppard, Mark Berger)
- 2004 Bester Tonschnitt (Bill Shepard, Dean Giammarco, Robert Hunter, Christine McLeod, Johnny Ludgate)
- 2004 Beste visuelle Effekte (Mark Benard)

Leo Award, Nominierungen in der Kategorie: Feature Length Drama
- 2004 Beste Regie (Charles Martin Smith)
- 2004 Bestes Drama in Spielfilmlänge (Rob Merilees, William Vince)
- 2004 Bester Schnitt (Alison Grace)
- 2004 Bestes Szenenbild (Doug Byggdin)
- 2004 Bestes Drehbuch (Charles Martin Smith)

Genie Awards, Nominierungen
- 2004 Beste Regieleistung (Charles Martin Smith)
- 2004 Beste Leistung im Schnitt (Alison Grace)
- 2004 Beste Leistung in der original geschriebenen Musik (Mychael Danna)
- 2004 Beste Leistung im Ton (Chris Duesterdiek, Mark Berger, Dean Giammarco, Bill Sheppard)
- 2004 Beste Leistung im Tonschnitt (Maureen Murphy, Dean Giammarco, Robert Hunter, Johnny Ludgate, Christine McLeod)
- 2004 Bester Film (Rob Merilees, William Vince)
- 2004 Beste Leistung eines Schauspielers in einer Hauptrolle (Barry Pepper)
- 2004 Beste Leistung einer Schauspielerin in einer Nebenrolle (Annabella Piugattuk)
- 2004 Bestes adaptiertes Drehbuch (Charles Martin Smith)

CNOMA Award (Canadian Network of Makeup Artists)
- 2004 Bestes Hairstyling für einen Spielfilm (Jessica Rain)

DVD Exclusive Awards, Nominierungen
- 2006 Bester Hauptdarsteller (Barry Pepper)
- 2006 Beste Hauptdarstellerin (Annabella Piugattuk)
- 2006 Insgesamt bester Live-Action Film
- 2006 Bester Nebendarsteller (James Cromwell)
- 2006 Beste Nebendarstellerin (Kiersten Warren)

Award of Distinction (Australian Cinematographers Society)
- 2006 Film (David Connell)